# Indianapolis 500 1988

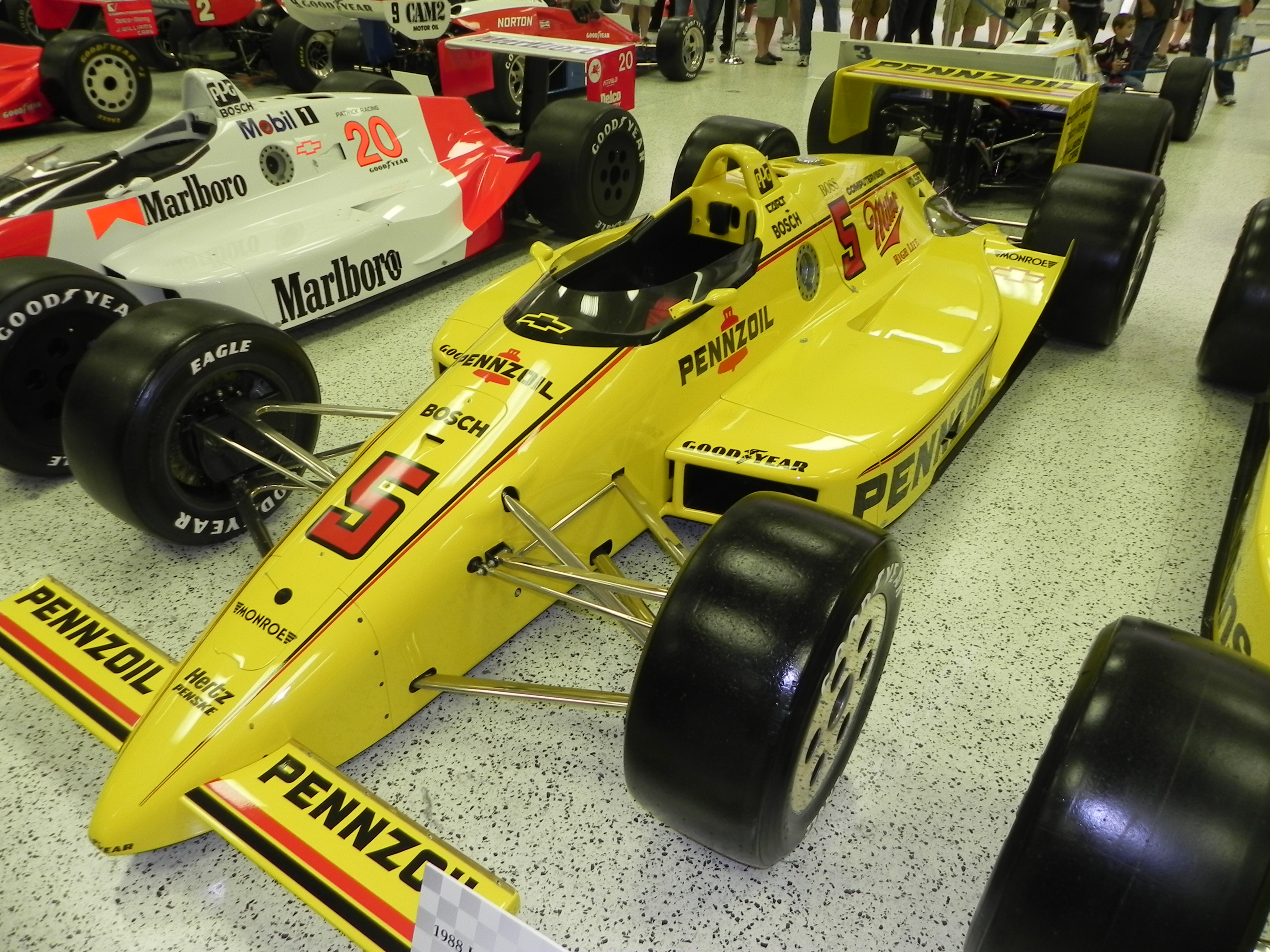
Das Siegerauto von 1988 des Team Penske

Das 72. Indianapolis 500 (offiziell 72th Running of the Indianapolis 500) auf dem Indianapolis Motor Speedway fand am 29. Mai 1988 statt und ging über eine Distanz von 200 Runden à 4,023 km, was einer Gesamtdistanz von 804,672 km entspricht.

## Startaufstellung
| Reihe | Innen | Innen               | Mitte | Mitte              | Außen | Außen                 |
| ----- | ----- | ------------------- | ----- | ------------------ | ----- | --------------------- |
| 1     | 5     | Rick Mears          | 9     | Danny Sullivan     | 1     | Al Unser              |
| 2     | 6     | Mario Andretti      | 3     | Al Unser Jr.       | 7     | Arie Luyendyk         |
| 3     | 91    | Scott Brayton       | 20    | Emerson Fittipaldi | 10    | Derek Daly            |
| 4     | 18    | Michael Andretti    | 24    | Randy Lewis        | 2     | Roberto Guerrero      |
| 5     | 11    | Kevin Cogan         | 81    | Tom Sneva          | 9     | Phil Krueger          |
| 6     | 22    | Dick Simon          | 8     | Teo Fabi           | 15    | Jim Crawford          |
| 7     | 4     | Bobby Rahal         | 30    | Raul Boesel        | 92    | Dominic Dobson        |
| 8     | 14    | A. J. Foyt          | 56    | Billy Vukovich III | 16    | Tony Bettenhausen jr. |
| 9     | 23    | Tero Palmroth       | 35    | Steve Chassey      | 98    | John Andretti         |
| 10    | 48    | Rocky Moran         | 84    | Stan Fox           | 17    | Johnny Rutherford     |
| 11    | 71    | Ludwig Heimrath jr. | 29    | Rich Vogler        | 33    | Howdy Holmes          |

## Klassifikationen

### Endergebnis
| Pos. | Nr. | Fahrer                 | Team                     | Chassis | Motor     | Zeit/Rückstand       | Start |
| ---- | --- | ---------------------- | ------------------------ | ------- | --------- | -------------------- | ----- |
| 1    | 5   | Rick Mears (W)         | Team Penske              | Penske  | Chevrolet | 3:27:10,204 Std. 200 | 1     |
| 2    | 20  | Emerson Fittipaldi     | Patrick Racing           | March   | Chevrolet | 7,072 Sek. 200       | 8     |
| 3    | 1   | Al Unser (W)           | Team Penske              | Penske  | Chevrolet | 199                  | 3     |
| 4    | 18  | Michael Andretti       | Kraco Racing             | March   | Cosworth  | 199                  | 10    |
| 5    | 4   | Bobby Rahal (W)        | Truesports               | Lola    | Judd      | 199                  | 19    |
| 6    | 15  | Jim Crawford           | Bernstein Racing         | Lola    | Buick     | 198                  | 18    |
| 7    | 30  | Raul Boesel            | Doug Shierson Racing     | Lola    | Cosworth  | 198                  | 20    |
| 8    | 97  | Phil Krueger           | Gohr Racing              | March   | Cosworth  | 196                  | 15    |
| 9    | 22  | Dick Simon             | Dick Simon Racing        | Lola    | Cosworth  | 196                  | 16    |
| 10   | 7   | Arie Luyendyk          | Dick Simon Racing        | Lola    | Cosworth  | 196                  | 6     |
| 11   | 11  | Kevin Cogan            | Machinists Union Racing  | March   | Cosworth  | 195                  | 13    |
| 12   | 21  | Howdy Holmes           | Alex Morales Motorsports | March   | Cosworth  | 192                  | 33    |
| 13   | 3   | Al Unser Jr.           | Galles Racing            | March   | Chevrolet | 180                  | 5     |
| 14   | 56  | Billy Vukovich III (R) | Gohr Racing              | March   | Cosworth  | 179                  | 23    |
| 15   | 24  | Randy Lewis            | Leader Card Racing       | Lola    | Cosworth  | 175                  | 11    |
| 16   | 48  | Rocky Moran (R)        | A. J. Foyt Enterprises   | March   | Cosworth  | 159 (Motor)          | 28    |
| 17   | 29  | Rich Vogler            | Machinists Union Racing  | March   | Cosworth  | 159 (Unfall)         | 32    |
| 18   | 92  | Dominic Dobson (R)     | Dobson Motorsports       | Lola    | Cosworth  | 145 (Kühlung)        | 21    |
| 19   | 23  | Tero Palmroth (R)      | Dick Simon Racing        | Lola    | Cosworth  | 144 (Motor)          | 25    |
| 20   | 6   | Mario Andretti (W)     | Newman/Haas Racing       | Lola    | Chevrolet | 118 (Elektrik)       | 4     |
| 21   | 98  | John Andretti (R)      | Curb Racing              | Lola    | Cosworth  | 114 (Motor)          | 27    |
| 22   | 17  | Johnny Rutherford (W)  | Bernstein Racing         | Lola    | Buick     | 107 (Unfall)         | 30    |
| 23   | 9   | Danny Sullivan (W)     | Team Penske              | Penske  | Chevrolet | 101 (Unfall)         | 2     |
| 24   | 35  | Steve Chassey          | Gary Trout Motorsports   | March   | Cosworth  | 73 (Unfall)          | 26    |
| 25   | 71  | Ludwig Heimrath jr.    | Hemelgarn Racing         | Lola    | Cosworth  | 59 (Unfall)          | 31    |
| 26   | 14  | A. J. Foyt (W)         | A. J. Foyt Enterprises   | Lola    | Cosworth  | 54 (Unfall)          | 22    |
| 27   | 81  | Tom Sneva (W)          | Hemelgarn Racing         | Lola    | Judd      | 32 (Unfall)          | 14    |
| 28   | 8   | Teo Fabi               | Porsche                  | March   | Porsche   | 30 (Unfall)          | 17    |
| 29   | 10  | Derek Daly             | Raynor Racing            | Lola    | Cosworth  | 18 (Getriebe)        | 9     |
| 30   | 84  | Stan Fox               | A. J. Foyt Enterprises   | March   | Chevrolet | 2 (Antriebswelle)    | 29    |
| 31   | 91  | Scott Brayton          | Hemelgarn Racing         | Lola    | Buick     | 0 (Unfall)           | 7     |
| 32   | 2   | Roberto Guerrero       | Vince Granatelli Racing  | Lola    | Cosworth  | 0 (Unfall)           | 12    |
| 33   | 16  | Tony Bettenhausen jr.  | Bettenhausen Motorsports | Lola    | Cosworth  | 0 (Unfall)           | 24    |

(W)=früherer Gewinner / (R)=Rookie / alle Starter auf Goodyear-Reifen / Gelbphasen: 14 für 68 Rd.

## Führungsrunden
| Fahrer         | Team             | Anzahl |
| -------------- | ---------------- | ------ |
| Danny Sullivan | Patrick Racing   | 91     |
| Rick Mears     | Team Penske      | 89     |
| Al Unser       | Team Penske      | 12     |
| Jim Crawford   | Bernstein Racing | 8      |